# Słonecznik

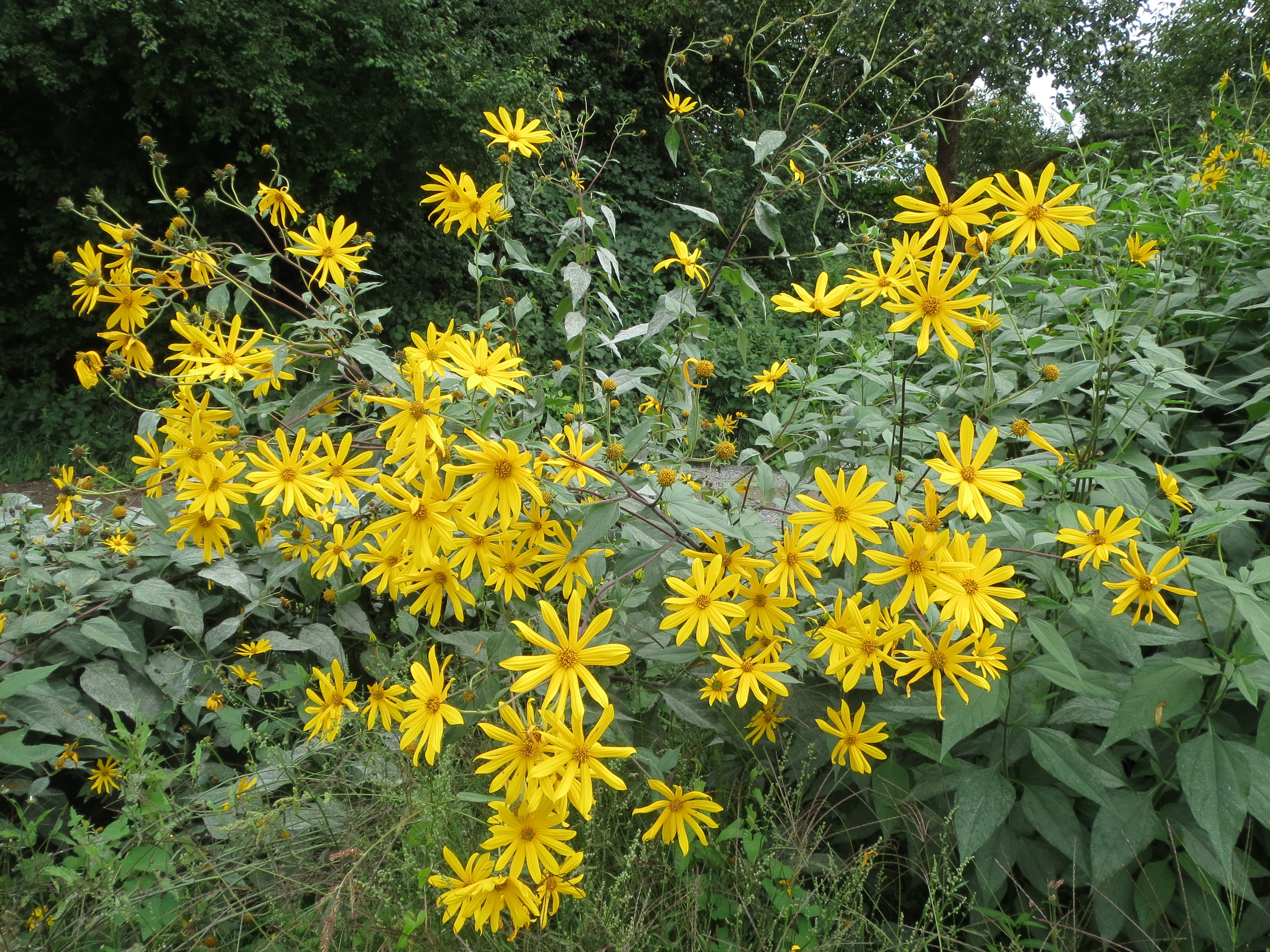
Słonecznik bulwiasty

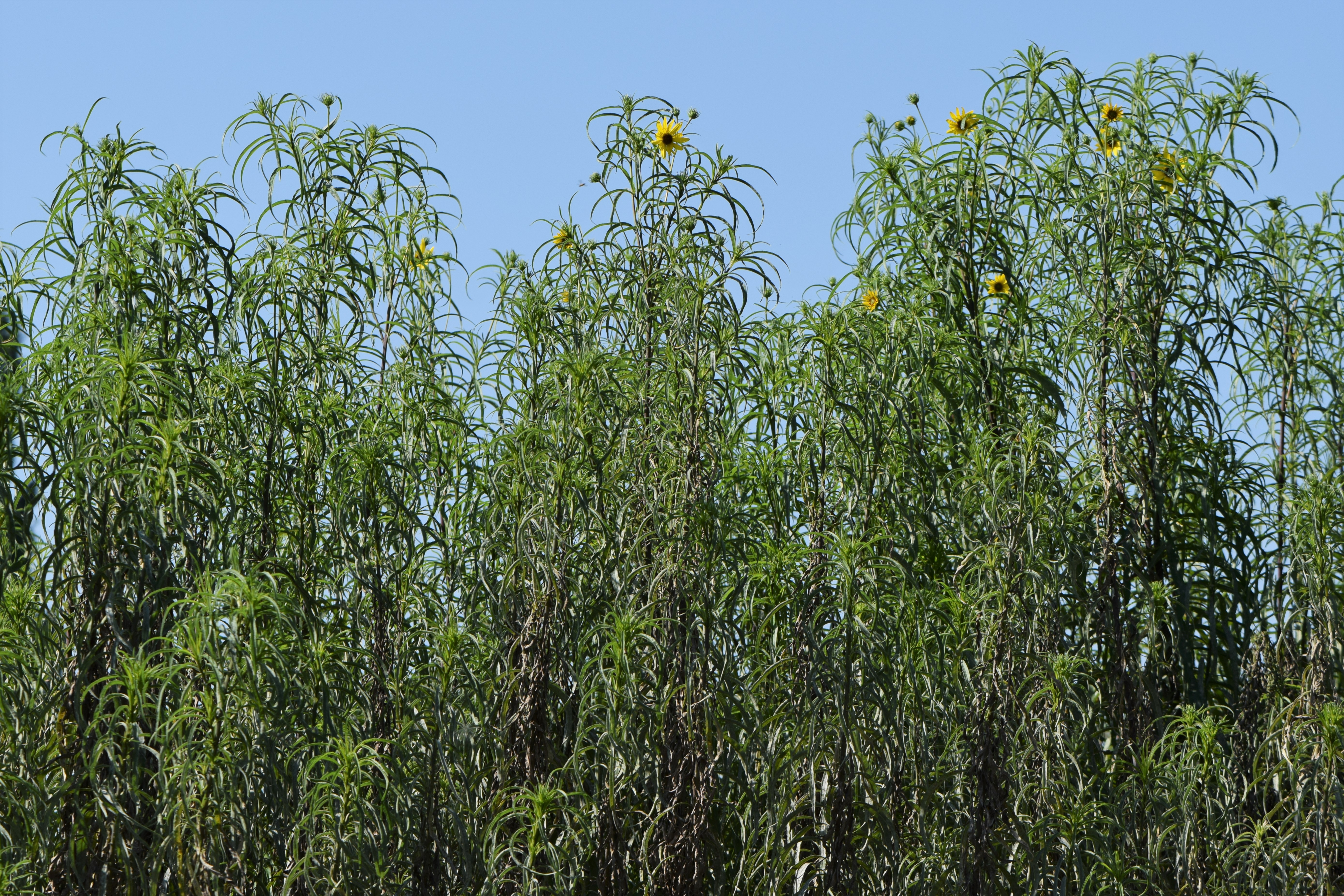
Słonecznik wierzbolistny

Słonecznik (Helianthus L.) – rodzaj roślin z rodziny astrowatych. Obejmuje ponad 50 gatunków. Występują one naturalnie w Ameryce Północnej na obszarze od Kanady po południowy Meksyk. Poza tym rozprzestrzenione zostały na wszystkich kontynentach z wyjątkiem obszarów równikowych. W naturze rośliny te rosną na suchych lub wilgotnych siedliskach w obrębie prerii, formacji zaroślowych i leśnych. W Polsce introdukowane i zadomowione już rosną trzy gatunki: słonecznik bulwiasty (topinambur) H. tuberosus, słonecznik dziesięciopłatkowy H. decapetalus i słonecznik jaskrawy H. × laetiflorus. Kilka dalszych jest uprawianych, w tym zwłaszcza słonecznik zwyczajny H. annuus. Niejasny jest stopień zadomowienia w Polsce słonecznika olbrzymiego H. giganteus, który odkryty został w 2016 roku zdziczały na przydrożu w Połańcu.
Słonecznik zwyczajny jest ważną ekonomicznie rośliną oleistą – jego nasiona zawierają 25–32% tłuszczów. Jest też rośliną jadalną, ozdobną i wykorzystywaną leczniczo. Jadalnych bulw dostarcza słonecznik bulwiasty. Różne gatunki uprawiane są jako rośliny ozdobne.
Nazwa naukowa rodzaju nawiązuje do kształtu koszyczków i utworzona została z greckich słów helios znaczącego słońce i anthos znaczącego kwiat.

## Morfologia
PokrójRośliny jednoroczne i byliny o łodygach wyprostowanych, grubych i sztywnych, czasem płożących i podnoszących się, osiągających od kilku cm do 3 m, rzadko nawet 5 m wysokości. Pędy są zwykle rozgałęzione w górnej części.
LiściePojedyncze, łodygowe i odziomkowe. Ulistnienie naprzeciwległe lub skrętoległe, albo też takie i takie – skrętoległe w górze pędu i naprzeciwległe w dolnej jego części. Liście ogonkowe lub siedzące. Blaszka często trójkątna, ale też równowąska, lancetowata do jajowatej, o nasadzie sercowatej do zbiegającej. Użyłkowanie rzadko jednożyłkowe, najczęściej od nasady odchodzą trzy główne wiązki przewodzące. Liście są całobrzegie lub piłkowane, rzadko klapowane, na powierzchni nagie lub owłosione, często ogruczolone (lepkie).
KwiatyZebrane w koszyczki powstające pojedynczo na szczycie pędu lub w większej liczbie, zebrane w baldachogroniaste, wiechowate lub kłosowate kwiatostany złożone. Okrywy najczęściej półkuliste, czasem walcowate lub dzwonkowate o średnicy od 0,5 do 4 cm, a u odmian uprawnych do ponad 20 cm. Listki na okrywach ułożone są zwykle w dwóch lub trzech rzędach, są trwałe. Dno kwiatostanowe płaskie lub słabo wypukłe, z plewinkami. Brzeżnych, bezpłodnych kwiatów języczkowych jest od 5 do kilkudziesięciu, u odmian uprawnych czasem znacznie ponad 100, i ich korona jest żółta. Obupłciowych i płodnych kwiatów rurkowych wewnątrz koszyczka jest u form dzikich od kilkunastu do ponad 100, a u odmian uprawnych i znacznie ponad tysiąc. Ich korony są żółte i czerwonawe, zwłaszcza w części szczytowej. Łatki na końcach rurki korony są trójkątne i jest ich 5.
OwoceNiełupki stożkowate, mniej lub bardziej spłaszczone, nagie lub owłosione. Puchu kielichowego brak lub szybko odpada i składa się on z dwóch–trzech lancetowatych i ościstych łusek o długości do 5 mm i kilku drobniejszych (poniżej 2 mm).

## Systematyka
Pozycja systematyczna
Rodzaj typowy dla plemienia Heliantheae w podrodzinie Asteroideae z rodziny astrowatych Asteraceae.
Taksonomia w obrębie rodzaju jest bardzo kłopotliwa ze względu na dużą plastyczność fenotypową tych roślin, dużą łatwość i częstość tworzenia mieszańców oraz występowanie poliploidyzacji. Niektóre utrwalone mieszańce mają uznaną rangę taksonomiczną (np. Helianthus verticillatus i Helianthus × laetiflorus), ale wiele mieszańców nie jest opisywanych pod odrębnymi nazwami.
Wykaz gatunków
- Helianthus agrestis Pollard
- Helianthus × alexidis B.Boivin
- Helianthus × ambiguus (Torr. & A.Gray) Britton
- Helianthus angustifolius L. – słonecznik wąskolistny
- Helianthus annuus L. – słonecznik zwyczajny
- Helianthus anomalus S.F.Blake
- Helianthus argophyllus Torr. & A.Gray
- Helianthus arizonensis R.C.Jacks.
- Helianthus atrorubens L.
- Helianthus bolanderi A.Gray – słonecznik Bolandera
- Helianthus × brevifolius (E.Watson) R.C.Jacks. & Guard
- Helianthus californicus DC. – słonecznik kalifornijski
- Helianthus carnosus Small
- Helianthus ciliaris DC.
- Helianthus × cinereus Torr. & A.Gray
- Helianthus cusickii A.Gray
- Helianthus debilis Nutt.
- Helianthus decapetalus L. – słonecznik dziesięciopłatkowy
- Helianthus deserticola Heiser
- Helianthus dissectifolius R.C.Jacks.
- Helianthus divaricatus L. – słonecznik nastroszony
- Helianthus × divariserratus R.W.Long
- Helianthus × doronicoides (Lam.) R.C.Jacks.
- Helianthus eggertii Small
- Helianthus exilis A.Gray
- Helianthus floridanus A.Gray ex Chapm.
- Helianthus giganteus L. – słonecznik olbrzymi
- Helianthus glaucophyllus D.M.Sm.
- Helianthus × glaucus Small
- Helianthus gracilentus A.Gray
- Helianthus grosseserratus M.Martens – słonecznik grubopiłkowany
- Helianthus heterophyllus Nutt.
- Helianthus hirsutus Raf. – słonecznik szorstkowłosy
- Helianthus inexpectatus D.J.Keil & Elvin
- Helianthus × intermedius R.W.Long
- Helianthus × kellermanii Britton
- Helianthus laciniatus A.Gray
- Helianthus × laetiflorus Pers. – słonecznik jaskrawy
- Helianthus laevigatus Torr. & A.Gray
- Helianthus longifolius Pursh
- Helianthus × luxurians E.Watson
- Helianthus maximiliani Schrad. – słonecznik Maksymiliana
- Helianthus microcephalus Torr. & A.Gray
- Helianthus mollis Lam. – słonecznik miękki
- Helianthus neglectus Heiser
- Helianthus niveus (Benth.) Brandegee
- Helianthus nuttallii Torr. & A.Gray
- Helianthus occidentalis Riddell
- Helianthus paradoxus Heiser
- Helianthus pauciflorus Nutt. – słonecznik szorstki
- Helianthus petiolaris Nutt.
- Helianthus porteri (A.Gray) Pruski
- Helianthus praecox Engelm. & A.Gray
- Helianthus pumilus Nutt.
- Helianthus radula (Pursh) Torr. & A.Gray
- Helianthus resinosus Small
- Helianthus salicifolius A.Dietr. – słonecznik wierzbolistny
- Helianthus schweinitzii Torr. & A.Gray
- Helianthus silphioides Nutt.
- Helianthus simulans E.Watson
- Helianthus smithiorum Heiser
- Helianthus strumosus L. – słonecznik miękkowłosy
- Helianthus tuberosus L. – słonecznik bulwiasty
- Helianthus verticillatus Small
- Helianthus winteri J.C.Stebbins

## Obecność w kulturze i symbolice
Słoneczniki uprawiane były przez Indian od co najmniej 900 roku p.n.e. Po odkryciu Ameryki przez Europejczyków słonecznik trafił do Europy w XVI wieku. Hiszpański botanik, Nicolás Monardes, opisał ruch kwiatostanu słonecznika w 1582 roku.
Ponieważ słoneczniki wcześniej były nieznane na Starym Świecie przypisywane im role symboliczne i kulturowe mitologii starogreckiej, indoirańskiej i chińskiej polegać muszą na pomyłce.
W wielu kulturach, do których trafiły słoneczniki, okazałe i charakterystyczne kwiatostany czyniły z nich symbol słońca. To i złoty kolor powodowało, że były uznawane też za symbol panowania, wspaniałości i fałszywego bogactwa. W chrześcijaństwie zwracanie się kwiatostanów w stronę słońca utożsamiono z wierną i bezwarunkową miłością do Boga, stąd roślina ta symbolizowała modlitwę, wdzięczność i matkę Jezusa.
Słoneczniki pojawiają się na wielu znanych obrazach, z których najsłynniejsze to seria Słoneczników Vincenta van Gogha. Motyw słoneczników występuje także w dziełach innych artystów: Paula Gauguina, Claude'a Moneta oraz Gustava Klimta.
Wiersze o słonecznikach napisali m.in.: Maria Pawlikowska-Jasnorzewska, Jerzy Harasymowicz, Urszula Kozioł. Wspomniał słonecznik także Adam Mickiewicz w drugiej księdze Pana Tadeusza: Krągły słonecznik, licem wielkim, gorejącym, Od wschodu do zachodu kręci się za słońcem.